# Маріго
Маріго (фр. Marigot) — столиця та найбільше місто заморської спільноти Сен-Мартен. Розташована в західній частині острова Святого Мартина на узбережжі Карибського моря. За даними 2009 року населення становить 6000 осіб.

## Клімат
Місто знаходиться у зоні, котра характеризується кліматом тропічних саван. Найтепліший місяць — червень із середньою температурою 27.8 °C (82 °F). Найхолодніший місяць — січень, із середньою температурою 25 °С (77 °F).
| Клімат Маріго           | Клімат Маріго | Клімат Маріго | Клімат Маріго | Клімат Маріго | Клімат Маріго | Клімат Маріго | Клімат Маріго | Клімат Маріго | Клімат Маріго | Клімат Маріго | Клімат Маріго | Клімат Маріго | Клімат Маріго |
| Показник                | Січ.          | Лют.          | Бер.          | Квіт.         | Трав.         | Черв.         | Лип.          | Серп.         | Вер.          | Жовт.         | Лист.         | Груд.         | Рік           |
| Середня температура, °C | 25            | 25            | 25            | 26            | 27            | 28            | 28            | 28            | 28            | 28            | 27            | 26            | 26            |
| Норма опадів, мм        | 68            | 44            | 42            | 64            | 94            | 66            | 79            | 105           | 132           | 109           | 126           | 95            | 1024          |
| ----------------------- | ------------- | ------------- | ------------- | ------------- | ------------- | ------------- | ------------- | ------------- | ------------- | ------------- | ------------- | ------------- | ------------- |
| Джерело: Weatherbase    |               |               |               |               |               |               |               |               |               |               |               |               |               |

## Історія

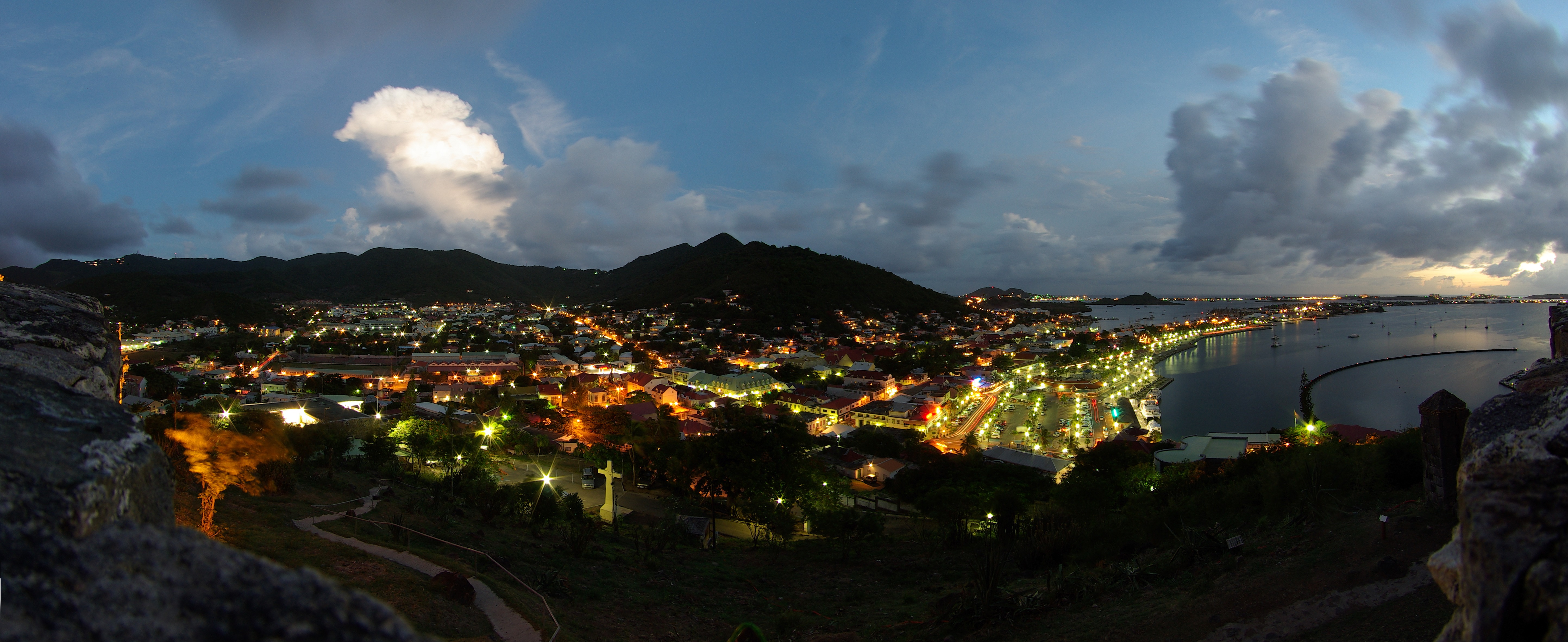
Вид на нічний Маріго

Містечко було засновано в 1689 році з ініціативи декількох торговців, які потребували гавань для своїх кораблів. Місто було настільки заболоченим, що краби повзали прямо на його вулицях. За часів короля Людовика XVI і з зростанням плантацій цукрової тростини місто перетворилося на столицю французької частини острова Святого Мартина. Кілька гармат і скоромні форти, що обороняли місто, змінилися в 1789 році на чудовий Форт Луї з батареєю з 15 гармат на пагорбі поблизу затоки. Останки форту сьогодні є найвідвідуванішим місцем на острові. Незабаром Маріго зайняв усю піщану смугу між затокою і лагуною Сімпсон-Бей. Одна з найкрасивіших вулиць Маріго — авеню Республіки, прикрашена будівлями традиційної креольської архітектури XIX століття.
Маріго характерний для міст Карибського басейну, з охайними будинками та тротуарами з розташованими біля них бістро, кав'ярнями, ресторанами, багато бутиків та магазинів з фірмовим одягом. В місті є ринок, який працює кожні середу і суботу вранці, де можна знайти все: від кокосових горіхів, авокадо, солодкої картоплі і безліч інших тропічних фруктів і овочів, всі види спецій і свіжої риби. В місті також є причал для яхт та музей.

## Галерея

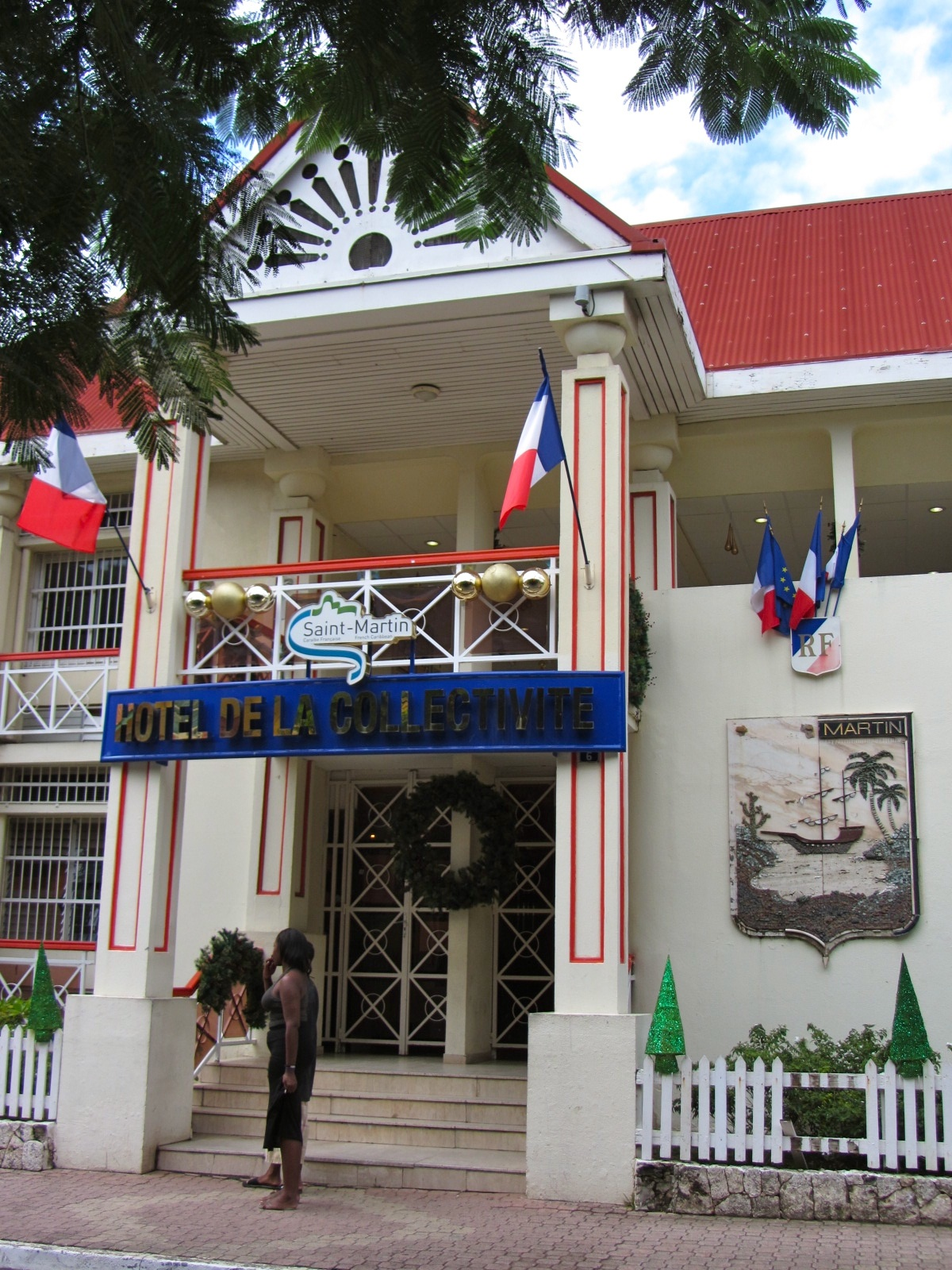
Готель
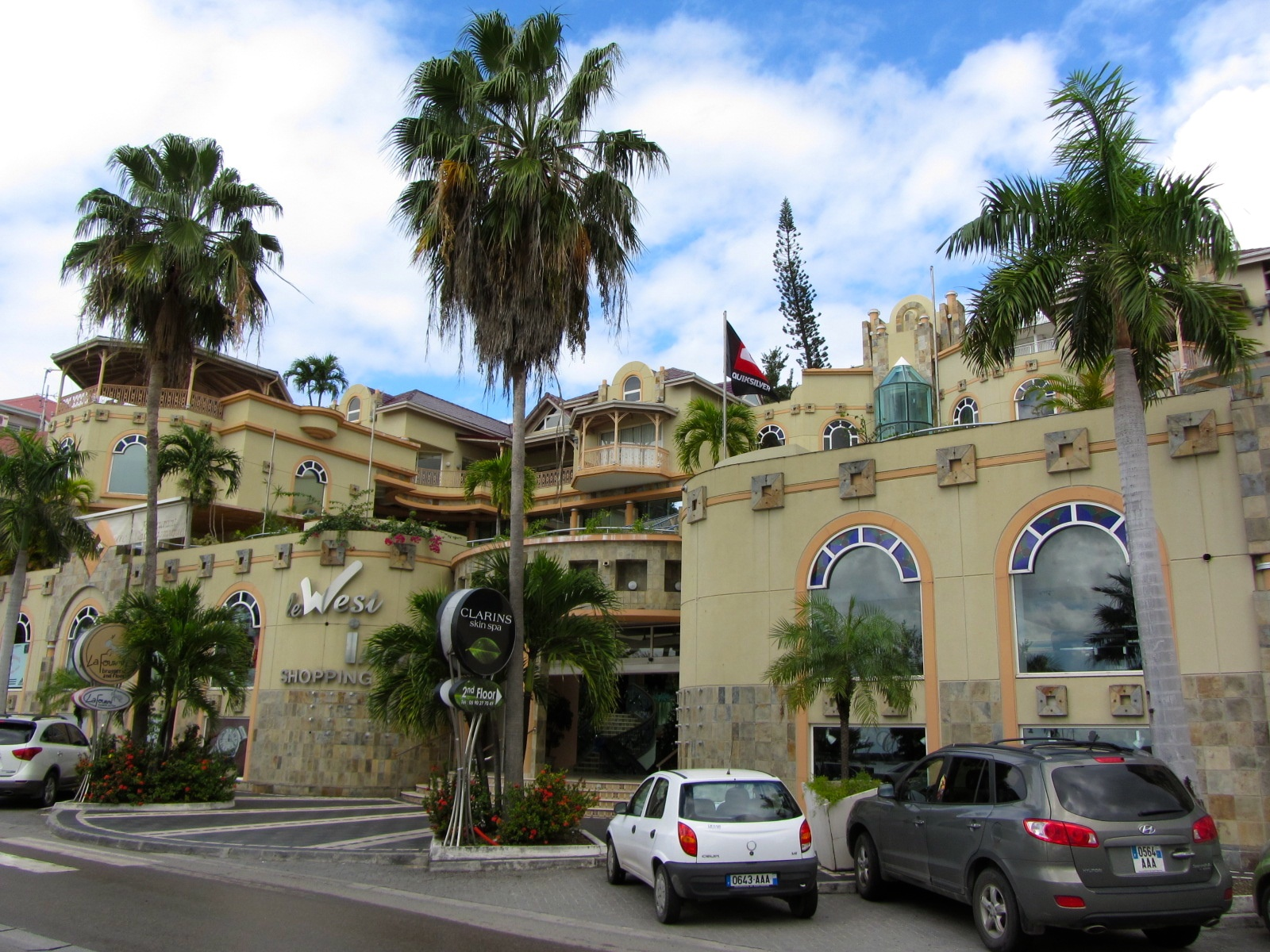
Торговий центр
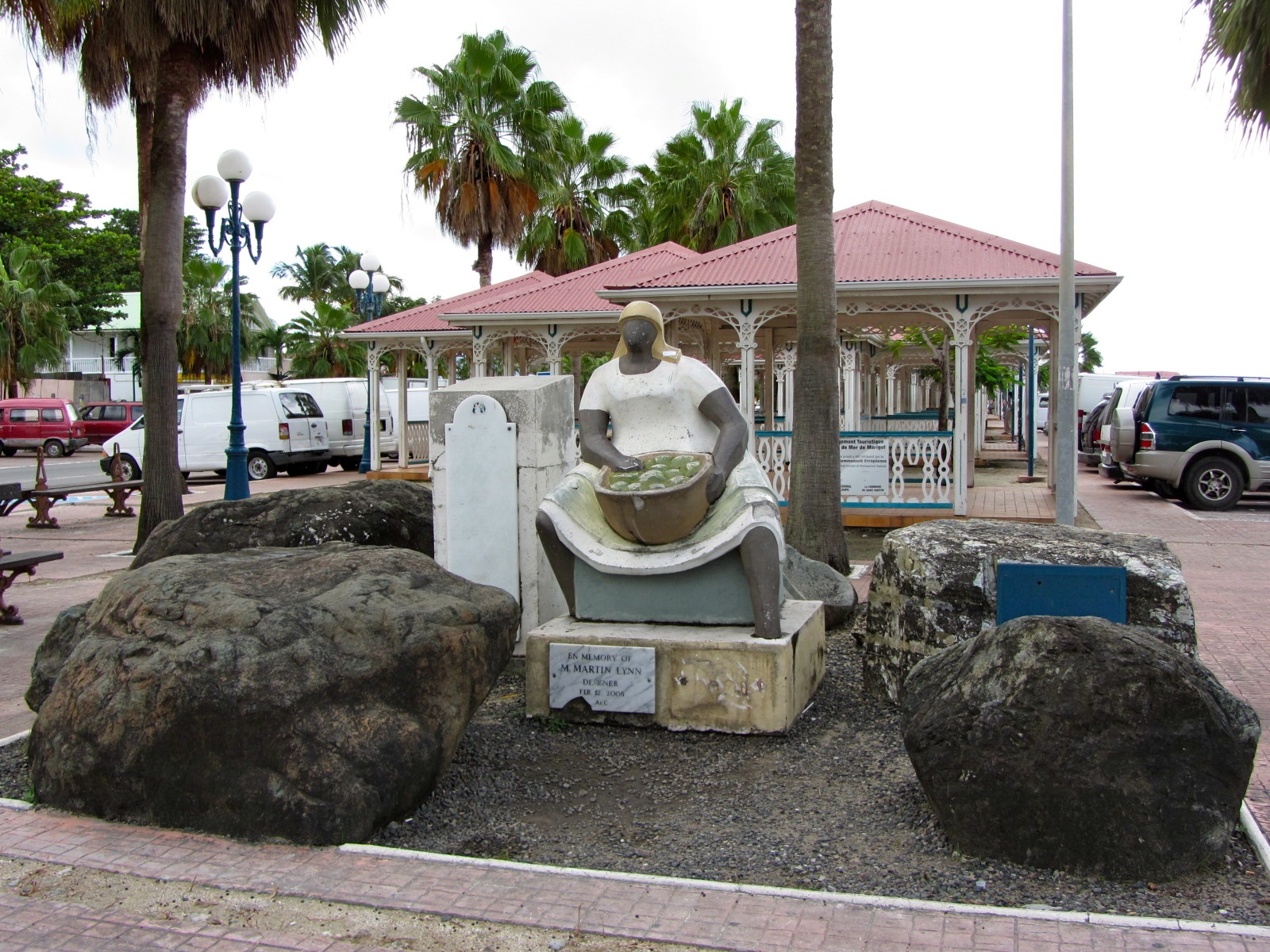
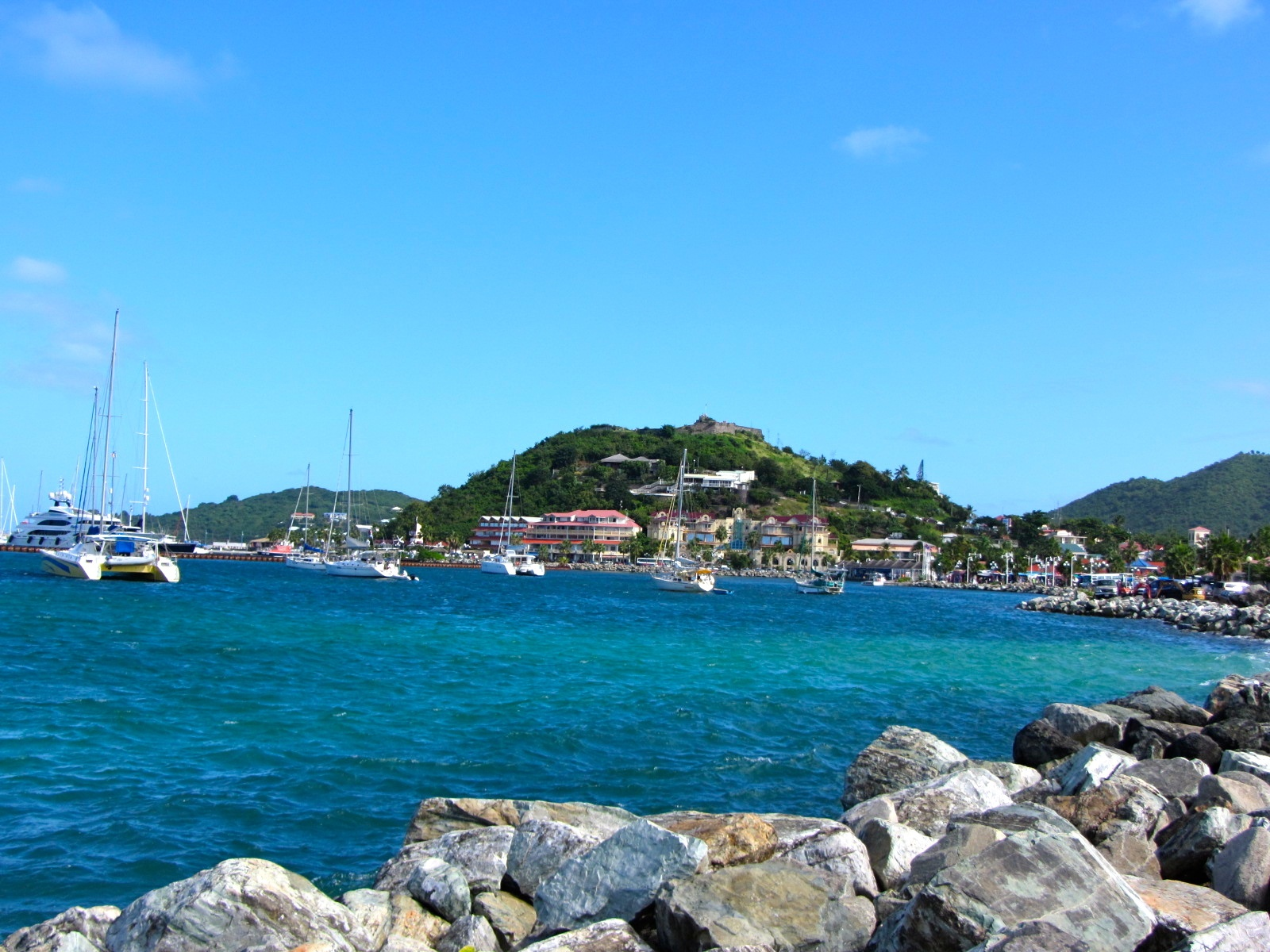
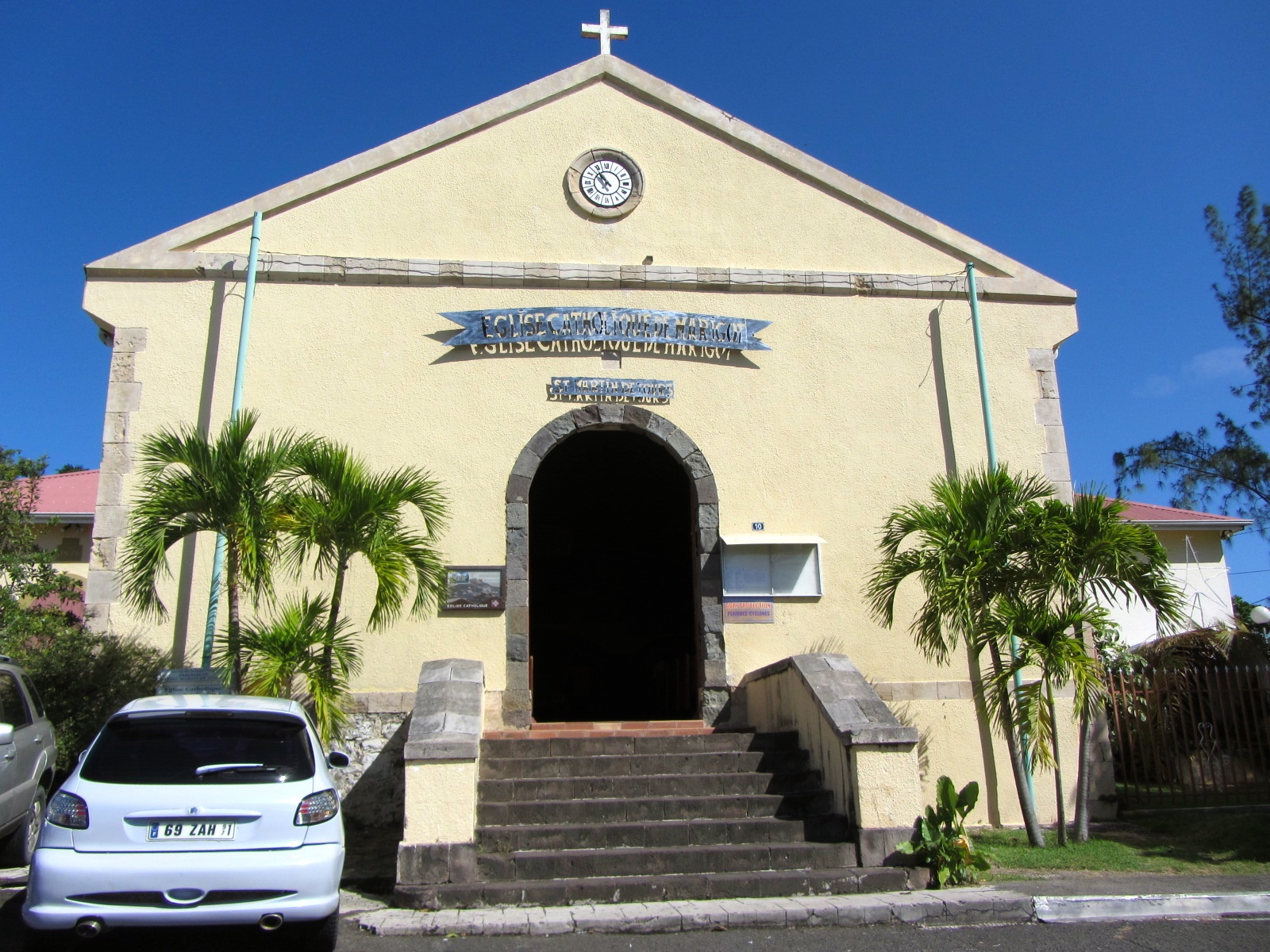
Церква
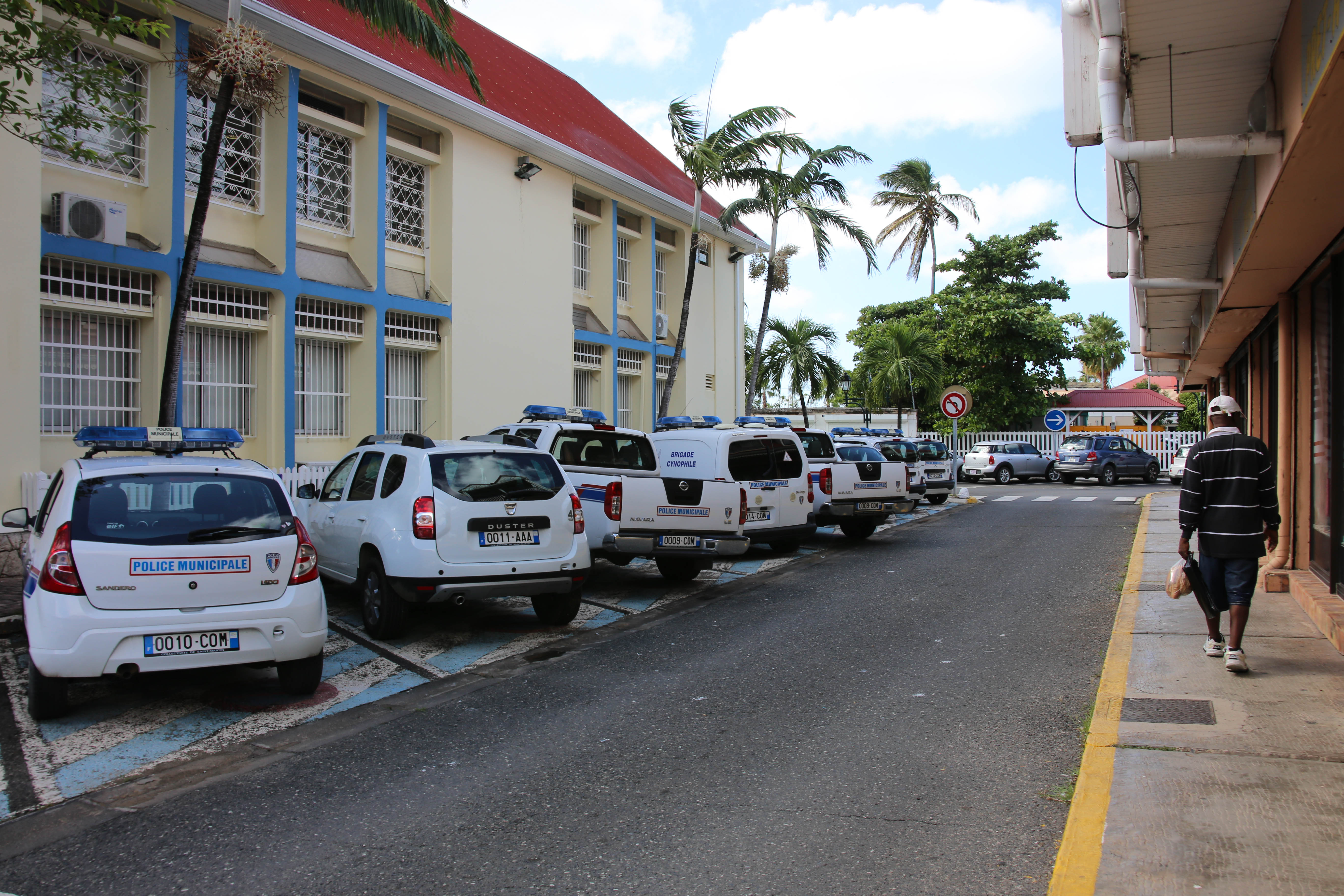
Поліційний відділок
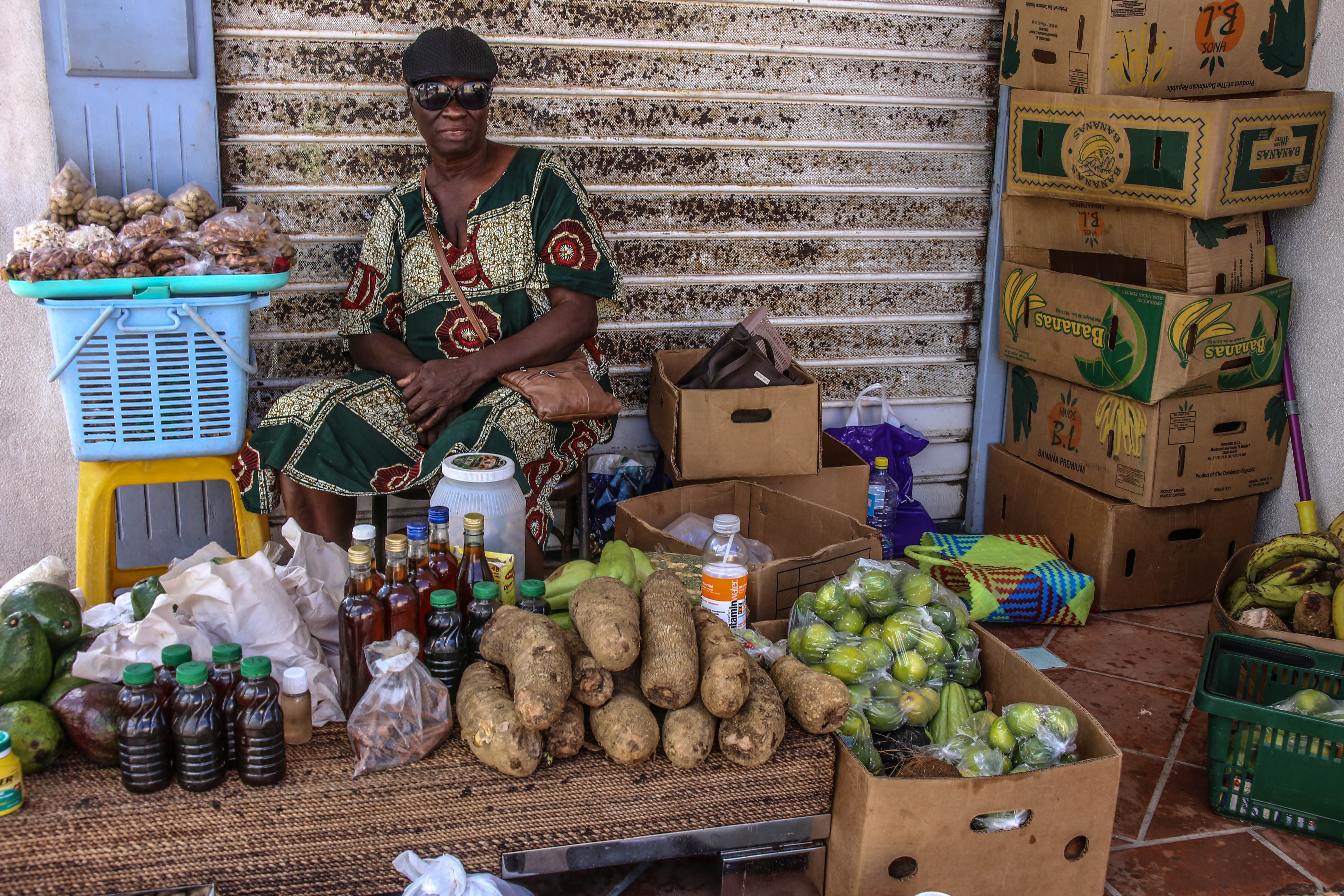
Вуличний торгівець
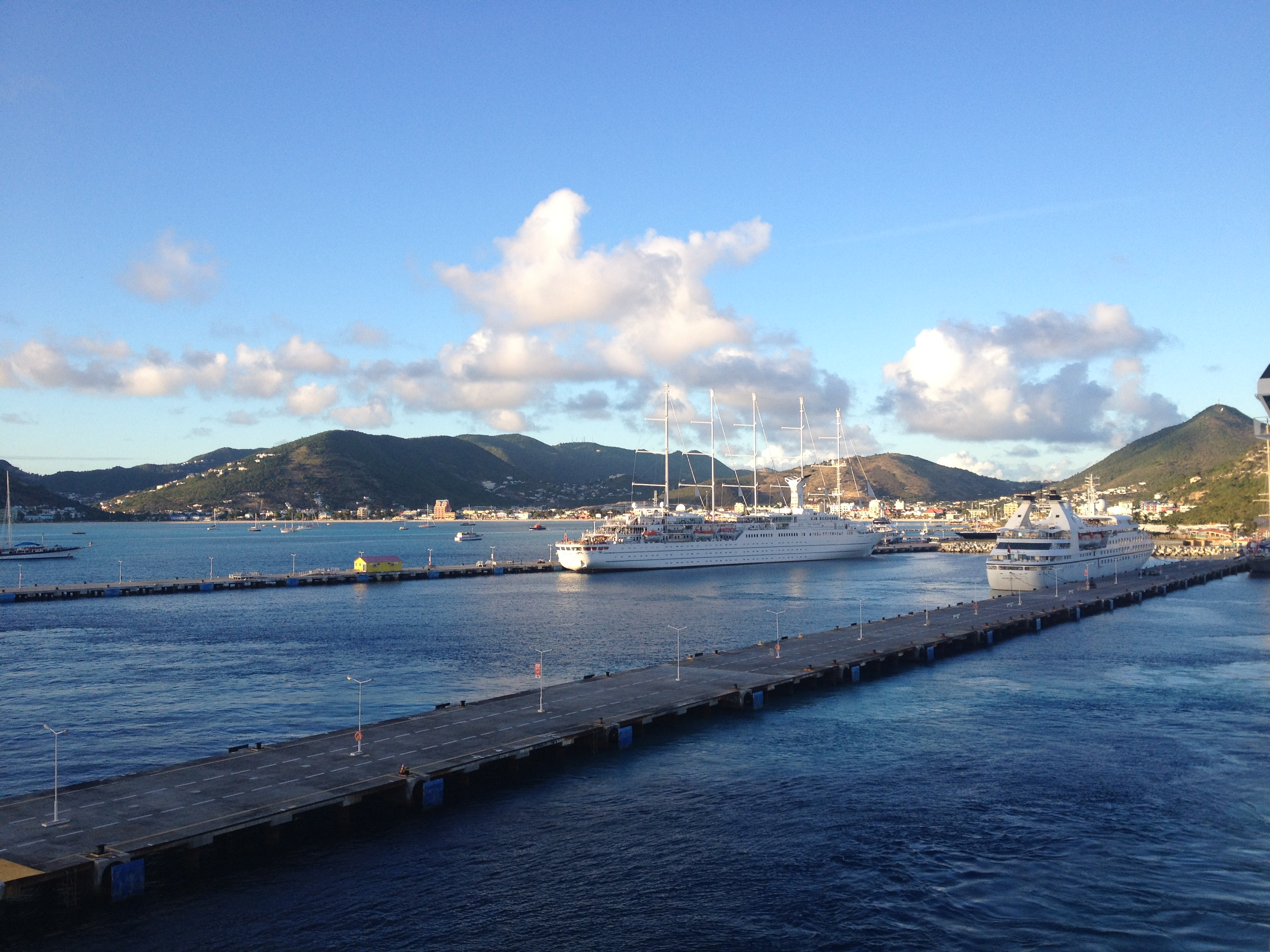
Порт
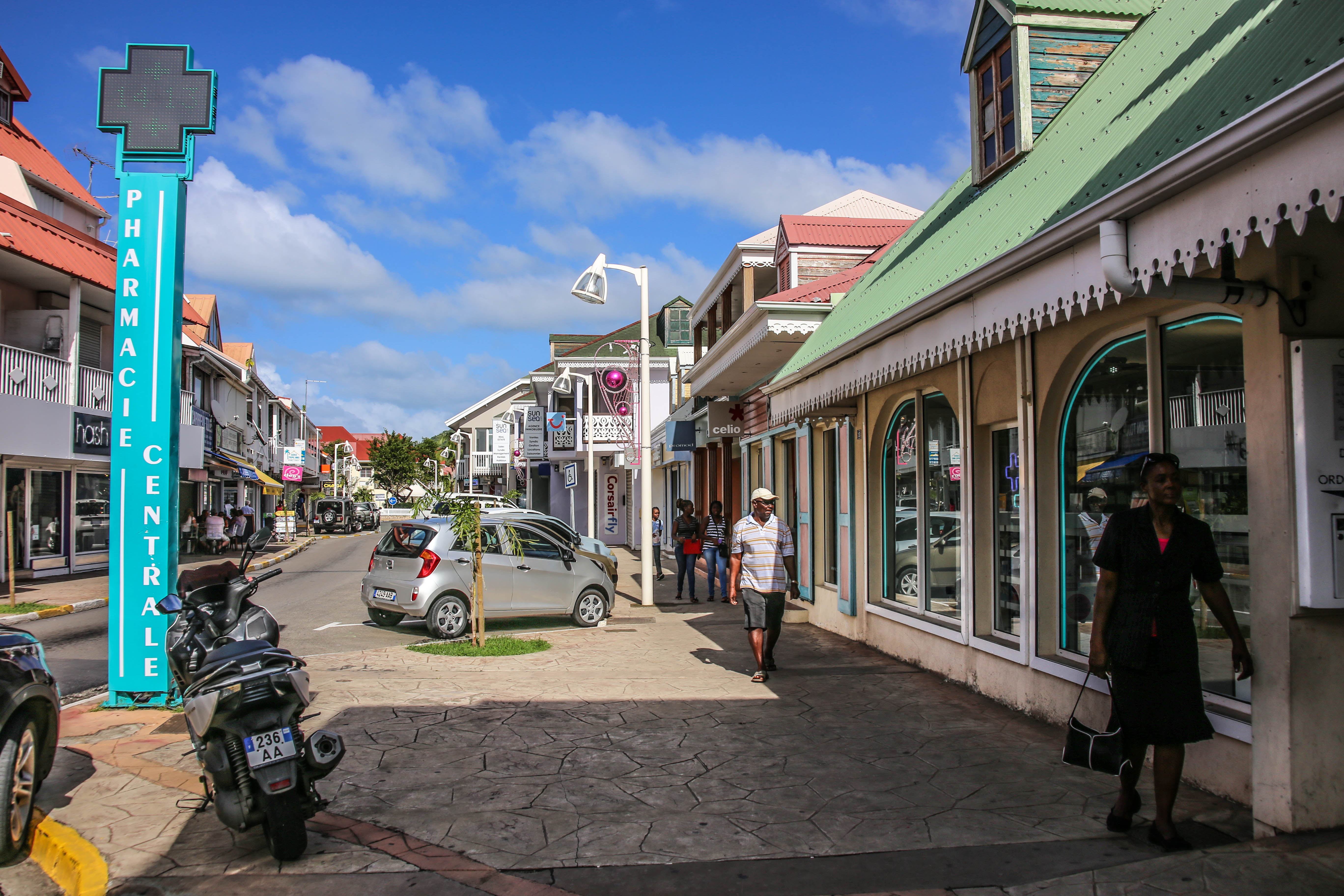
Аптека
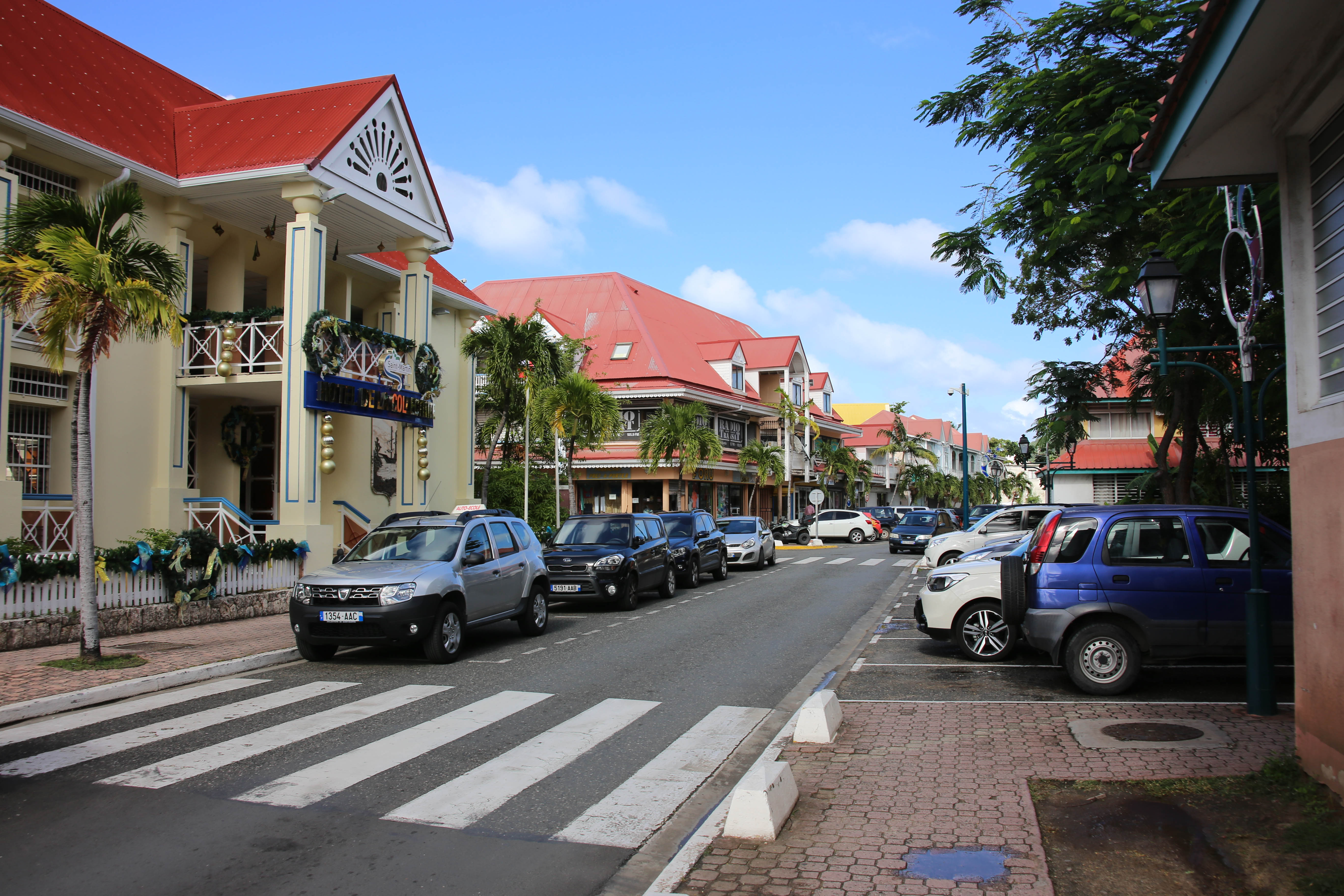
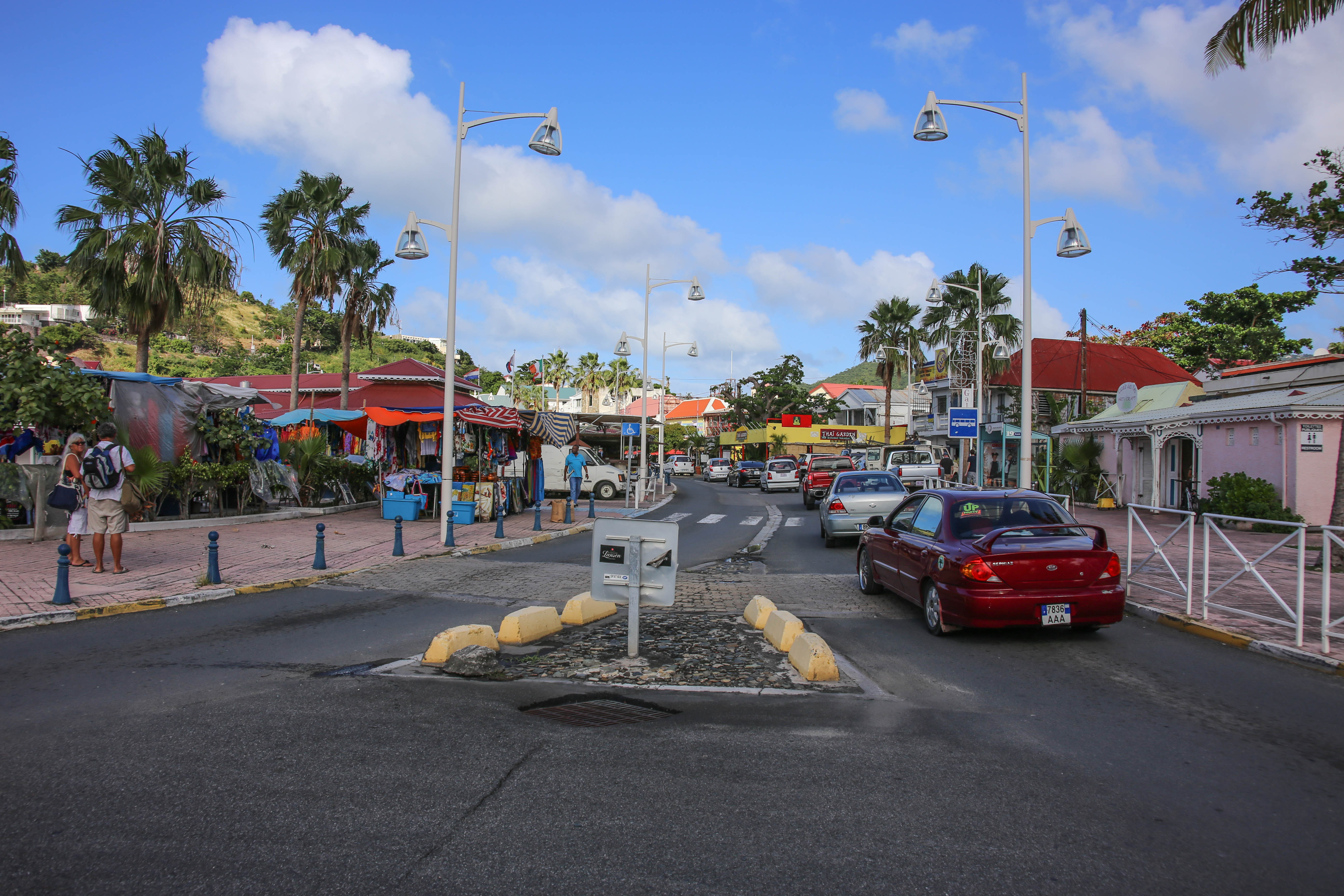
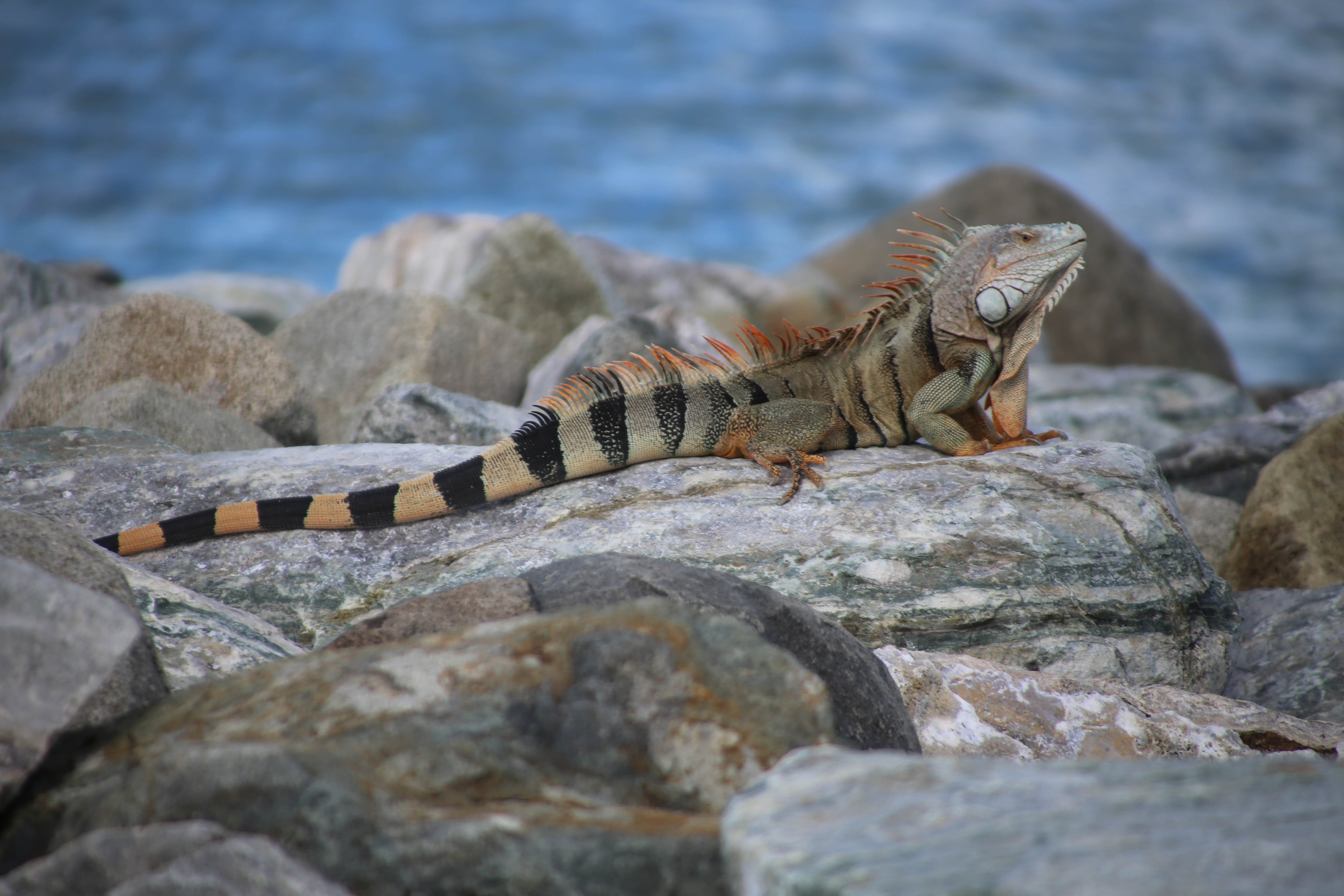
Ящірка
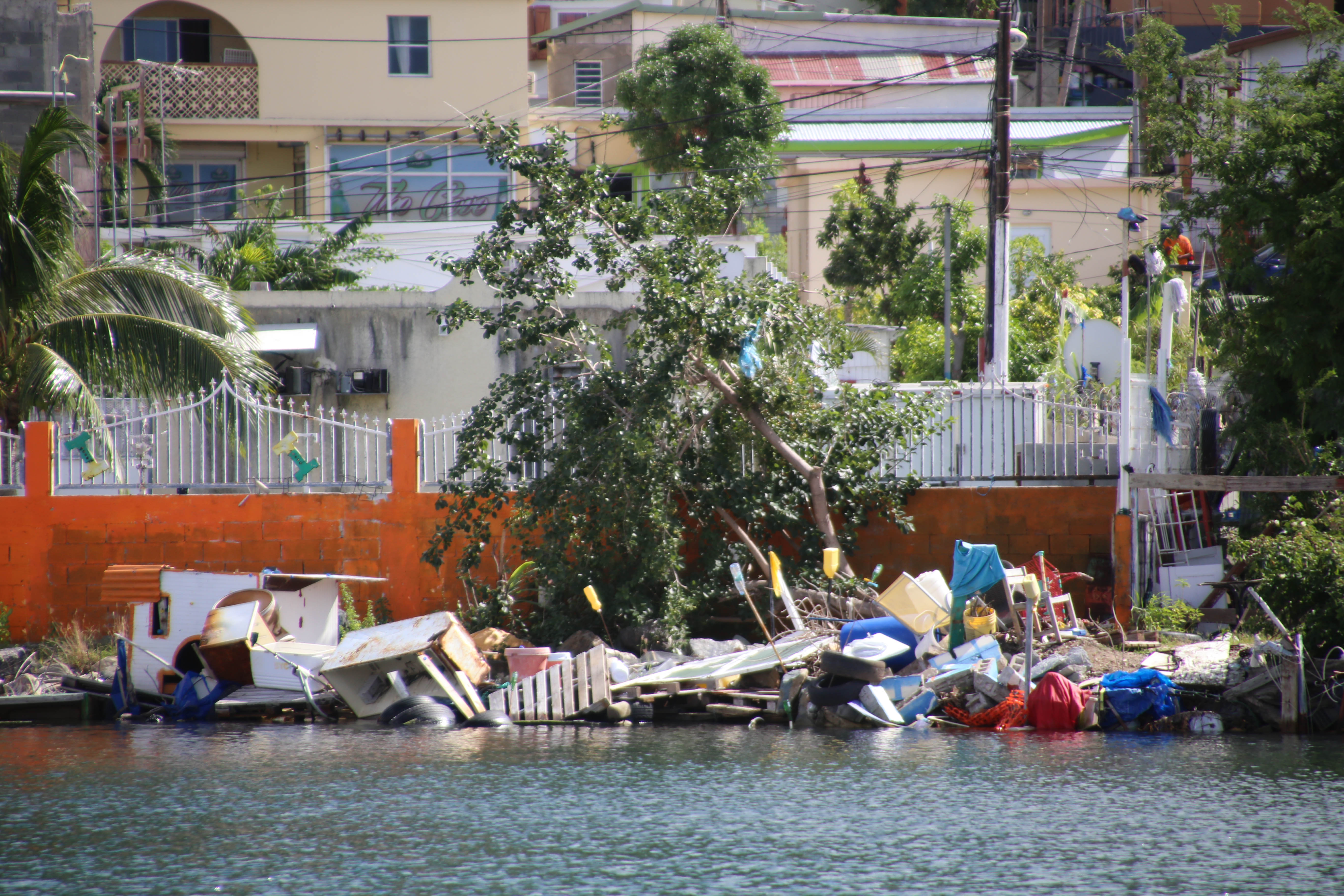
Смітник біля моря
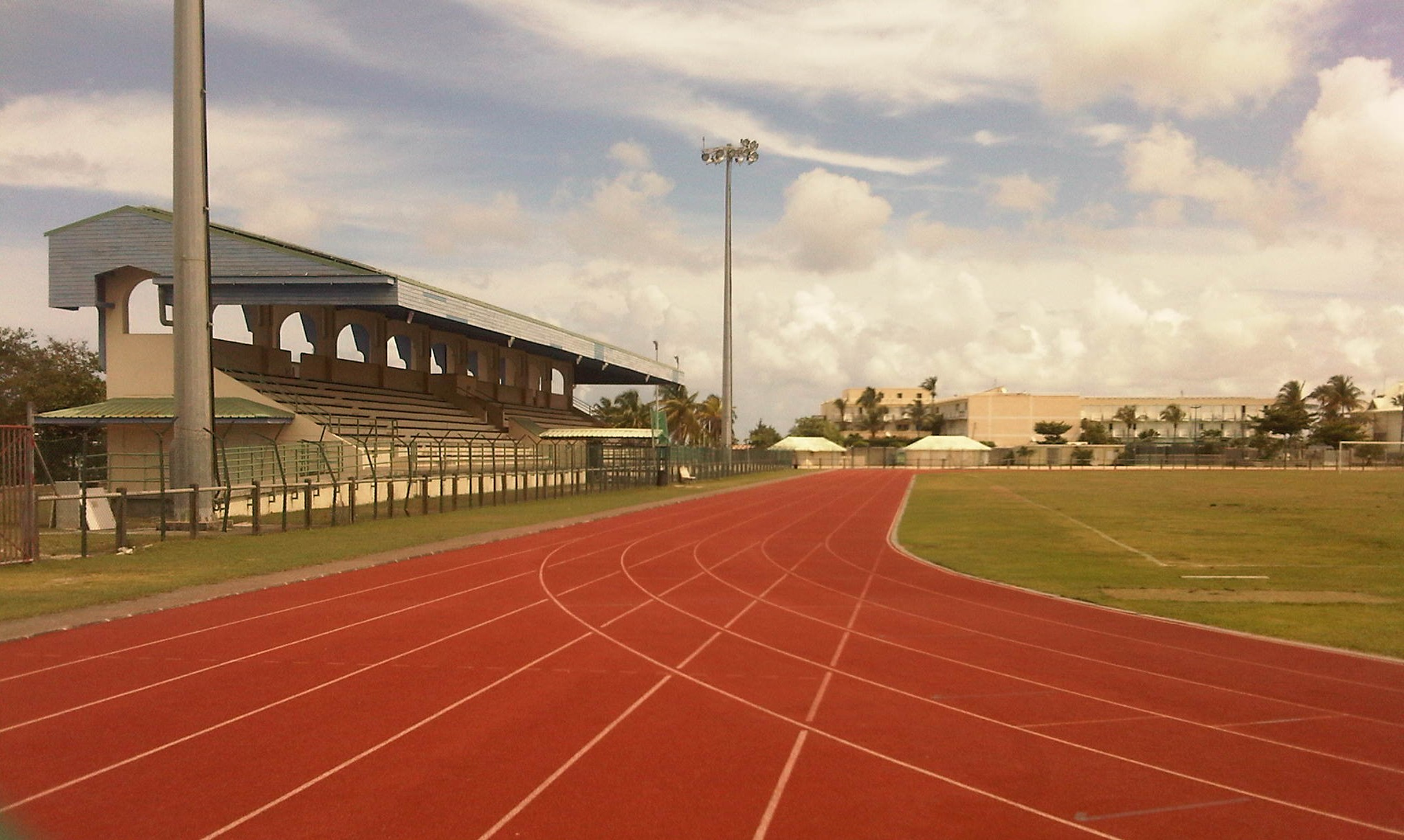
Стадіон
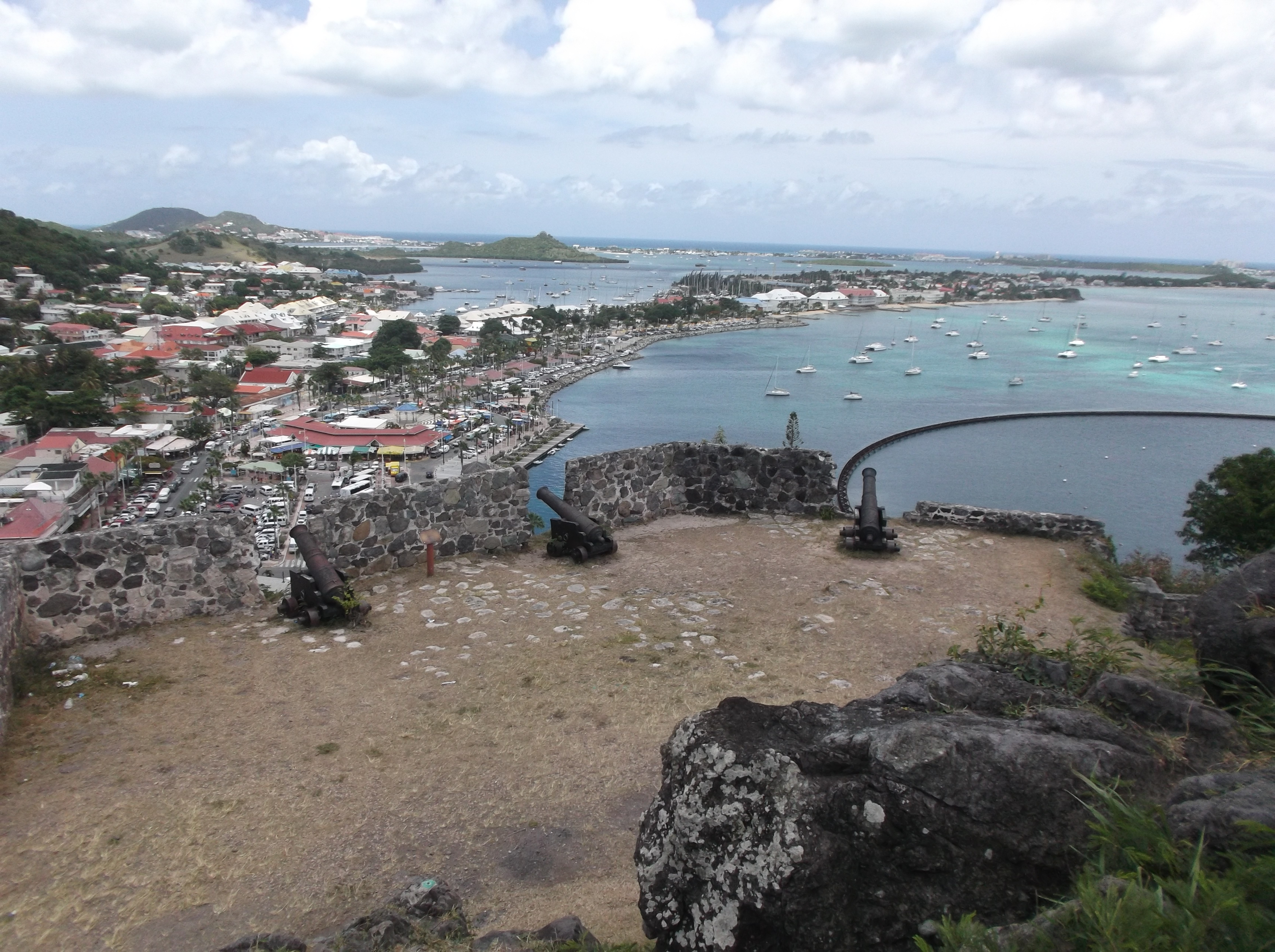
Форту Луї
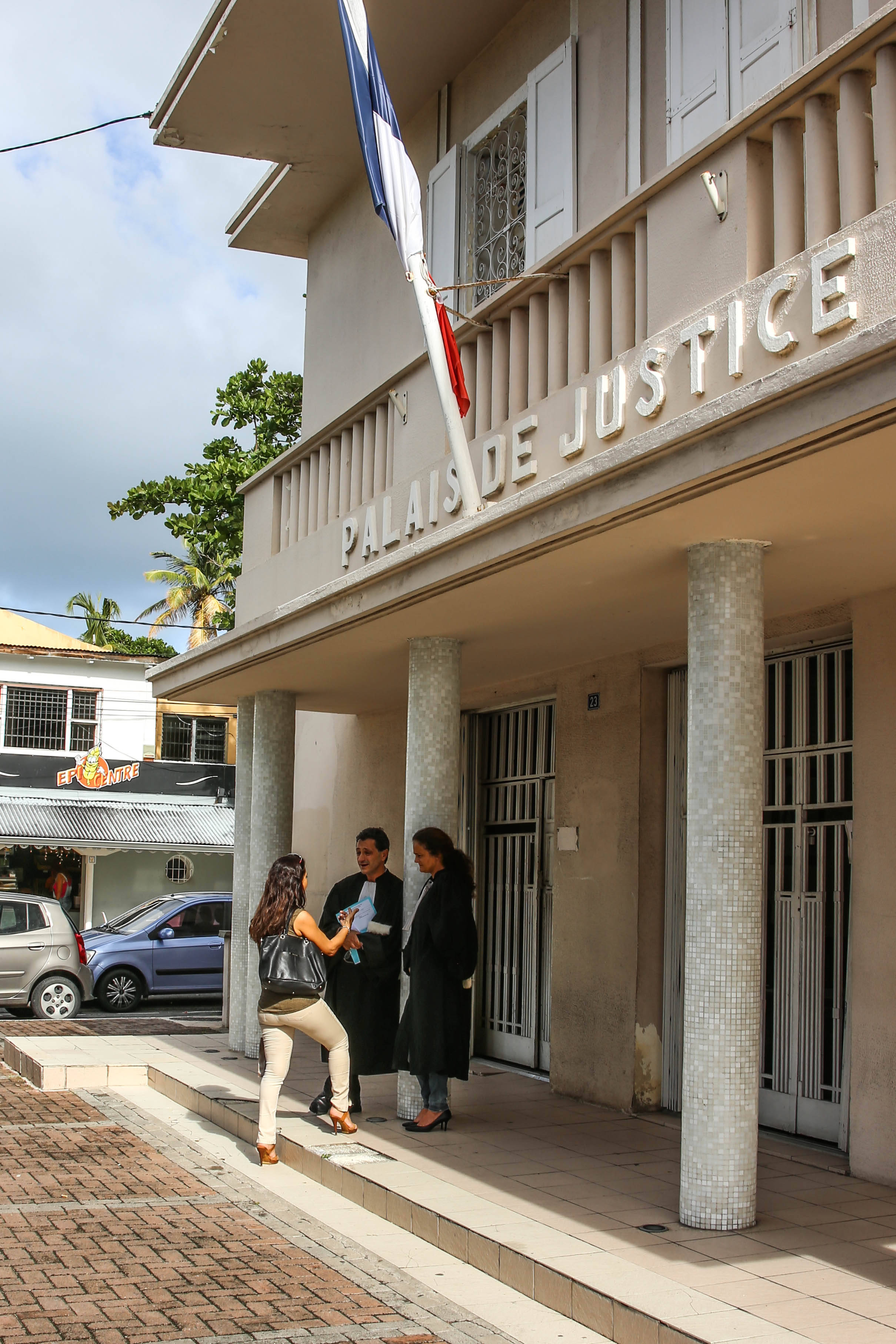
Суд
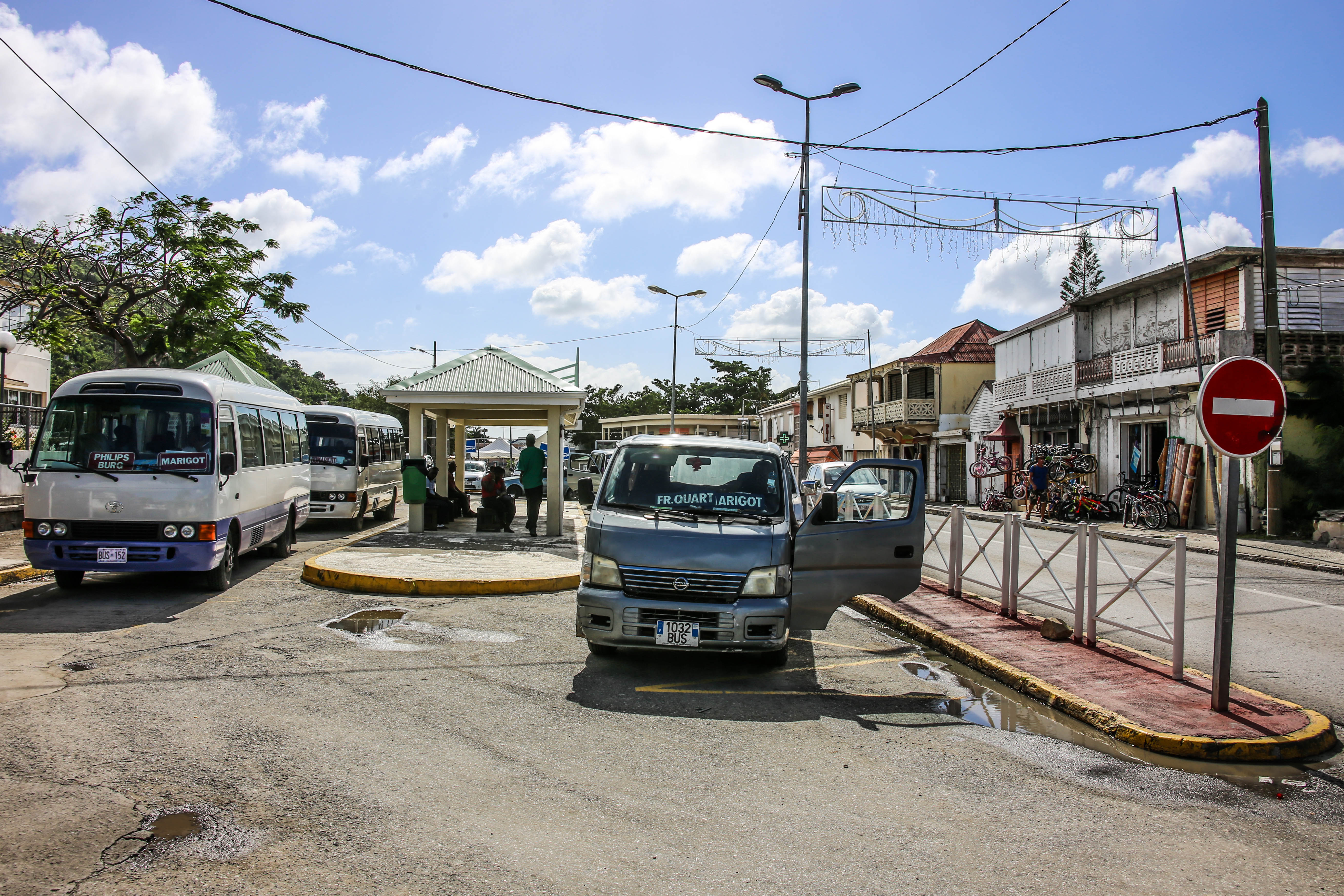
Автобусна станція
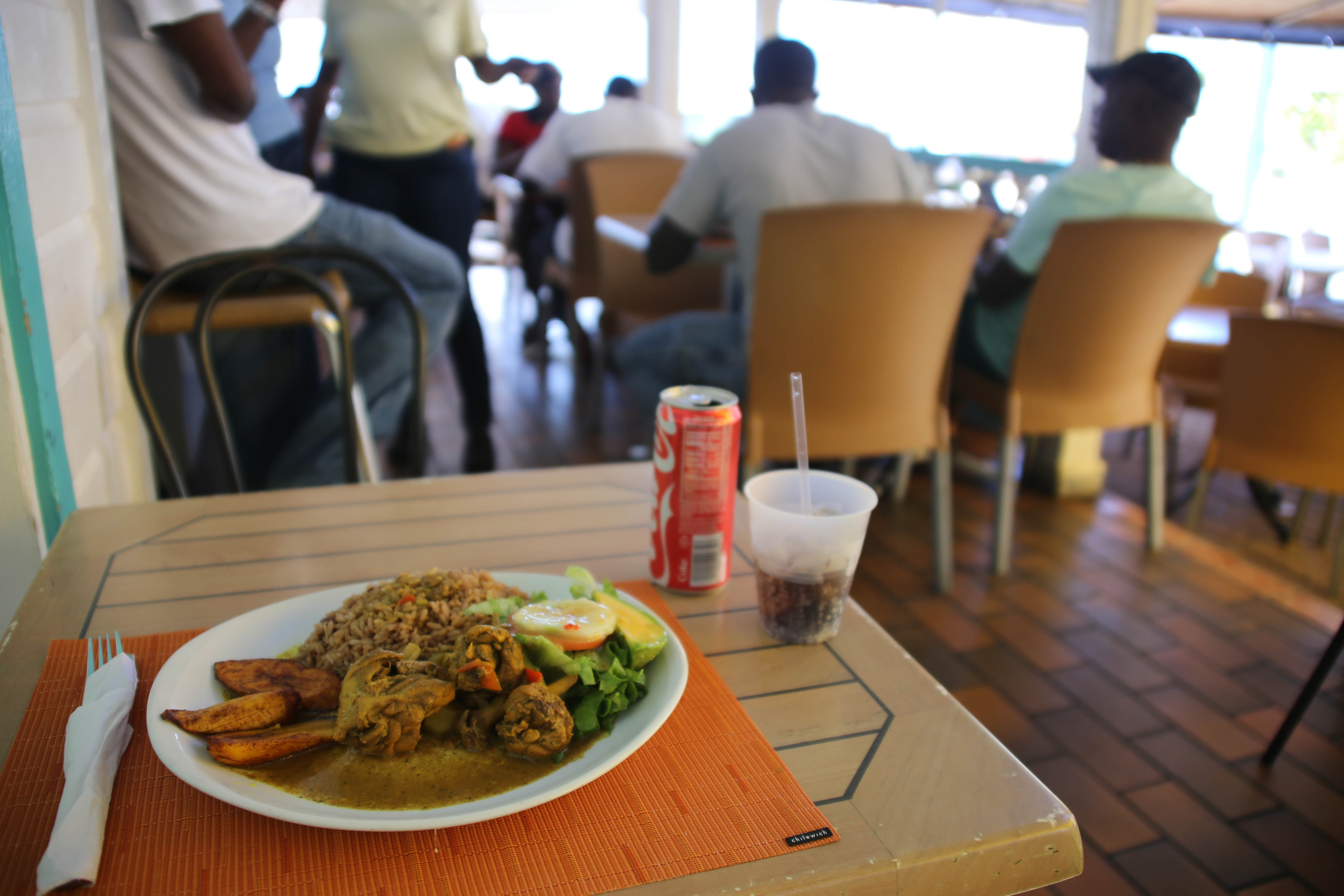
Місцева кухня
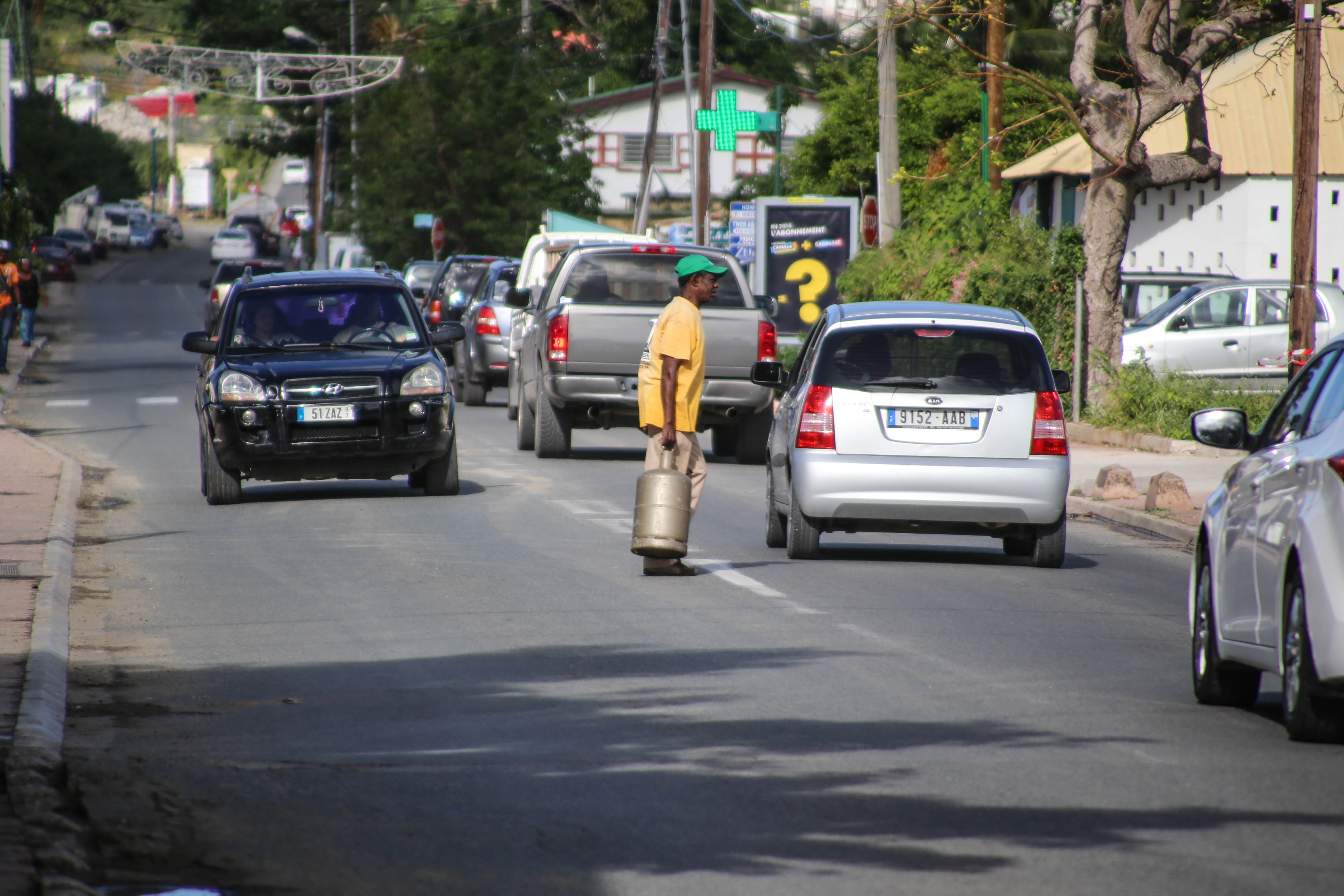
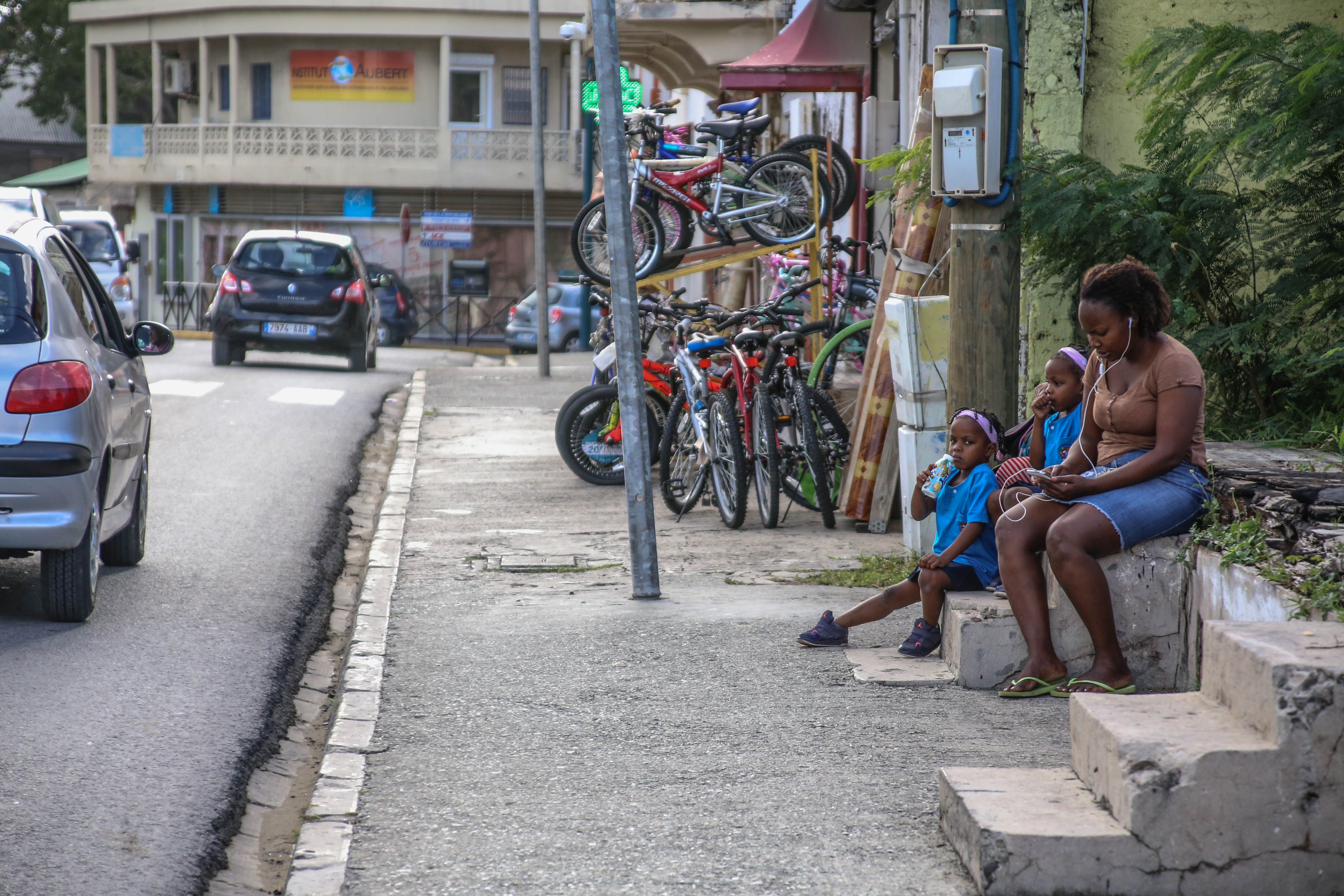
Місцеві жителі
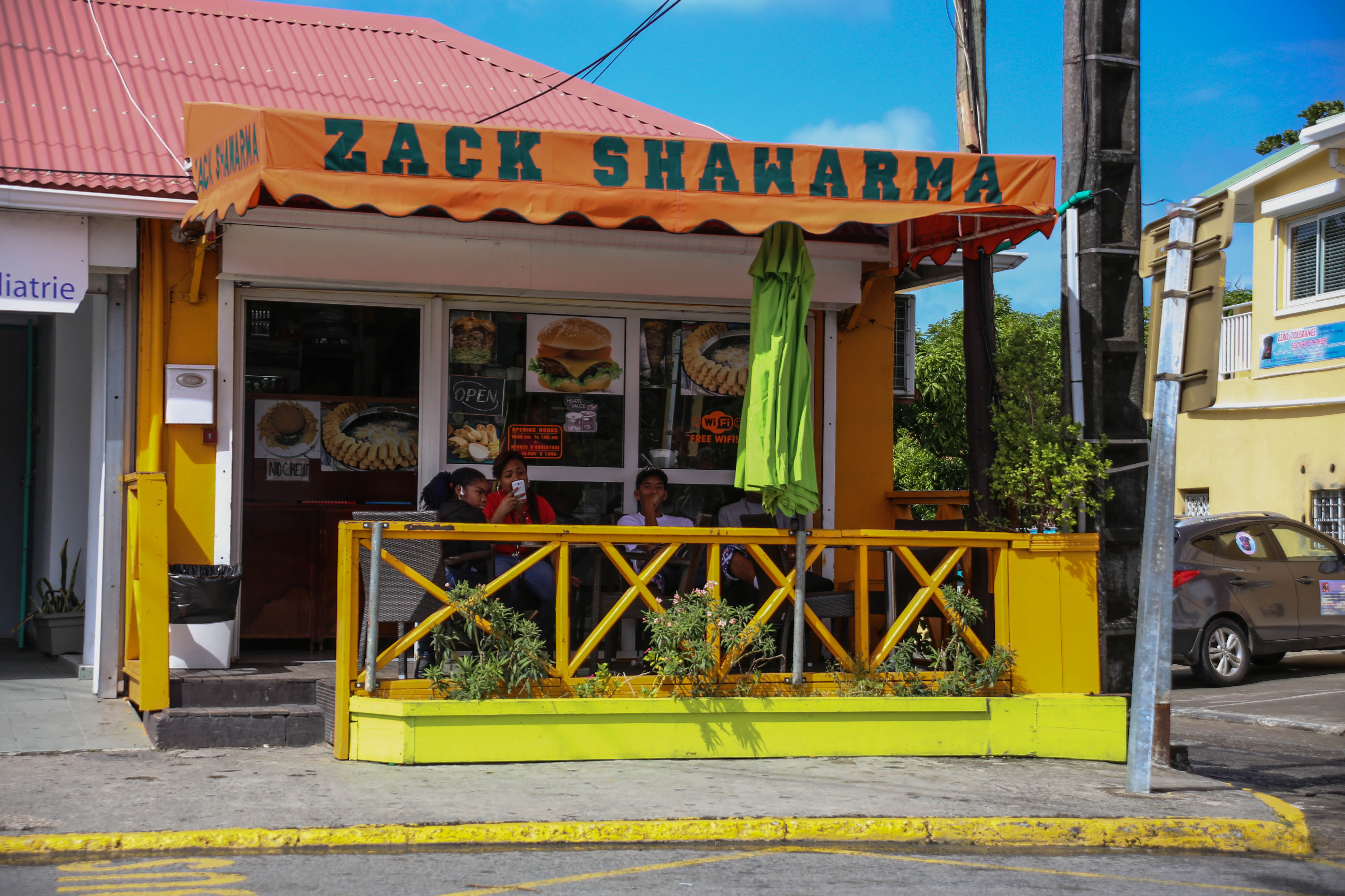
Шаурма
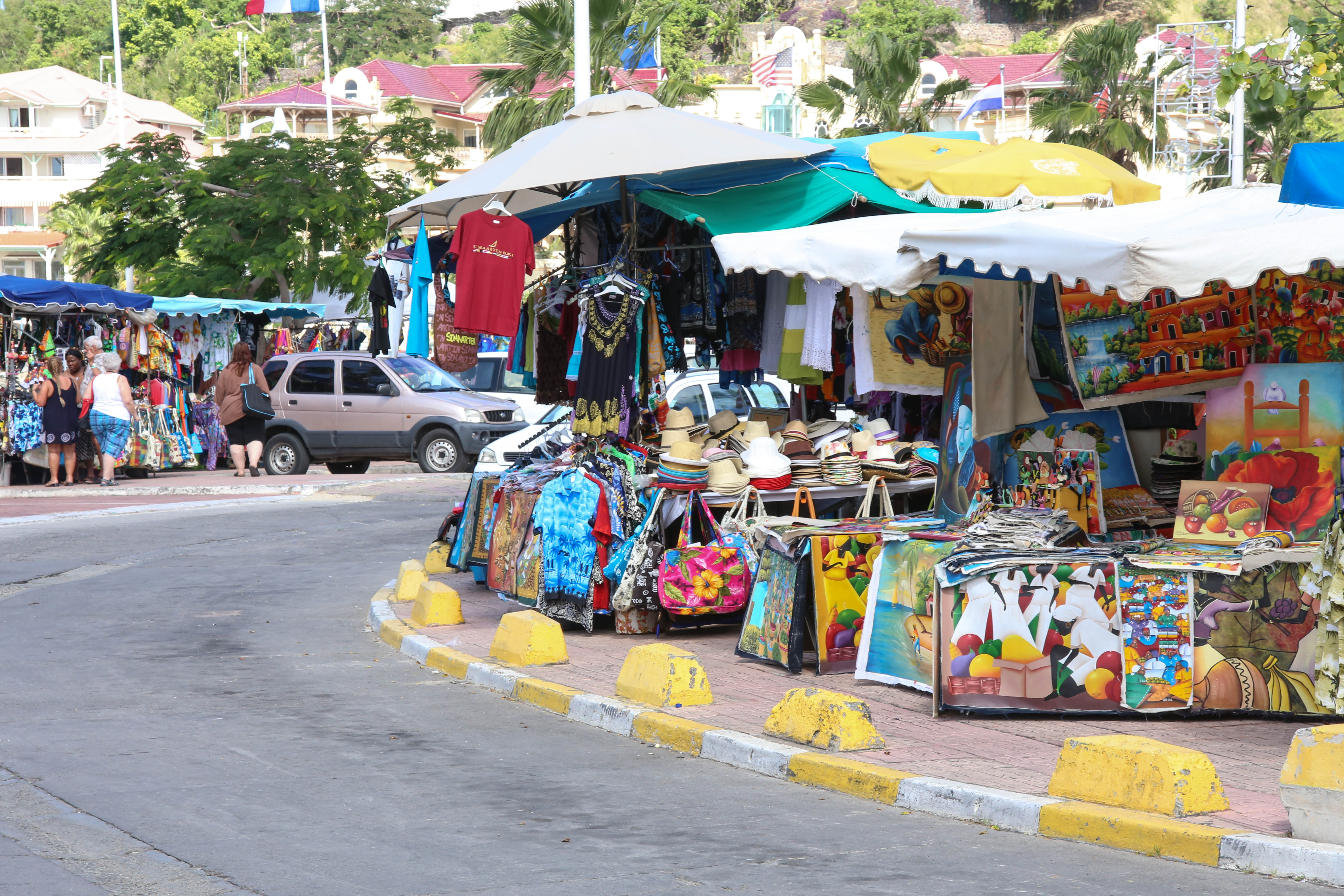
Базар